# Oukitel
Oukitel (Shenzhen Yunji Intelligent Technology Co,.Ltd) — китайська компанія, яка виробляє смартфони і розумні годинники (Smartwatch) з 2007 року. Всі її гаджети працюють на Android і доступні для придбання тільки в онлайн-магазинах.
Oukitel зазвичай тестує свої продукти за допомогою різних інструментів типу молотків, свердл, фрез і також тестує падіння з різної висоти. Відеоролики з тестування викладають на власному каналі в YouTube, таким чином, демонструючи стійкість і працездатність своєї продукції, наприклад, відео смартфону K10000 Max, який спочатку занурили у рідкий бетон, потім у струмок і він продовжив працювати.
Серія "C" — це лінія початкового рівня і відрізняється низькою ціною, серія "U" фокусується на дизайні і стилі, серія "K" на основі ємності батареї.
Смартфон K10 заявлений як перший смартфон у світі, що має батарею 11000 мАгод, що забезпечує близько трьох діб роботи від акумулятора. Станом на грудень 2018 року в Україні продається Oukitel K7 Power Black із батареєю 10000 мАгод за 3 499 грн. Крім незвично потужного акумулятора модель також відрізняється від інших смартфонів також і великою вагою у 302 г, на відміну від більшості смартфонів, що в середньому важать 100 г.
Oukitel пропонує корпуси лише у 3 кольорах: помаранчевий, білий і чорний.

## Список гаджетів
- Smartwatch: A8, A16, A18, A19, А28, A58, S68 Pro, W1.
- Смартфон базовий: C2, C3, C4, C5, C5 Pro, С8, C8-4G, С12 Pro,C16 Pro soro

- Смартфон з акцентом на дизайн: U2, U7, U7 Plus, U7 PRO, U7 Max, U11 Plus, U13, U15 S, U15 Pro, U16 Max, U18, U19, U20 Plus, U22, U23, MIX 2.
- Смартфон із посиленою акумуляторною батареєю: K3, K6, K7, K7 Power, K8, K10, K4000, K4000 lite, K4000 Pro, K4000 Plus, K5000, K6000, K6000 Pro, K6000 Plus[it], OK6000 Plus, K7000, K8000, K10000, K10000 Pro.
- Смартфон із підвищеним захистом (серія WP): K10000 max, WP5000, WP 1, WP 2.